# Championnat de France de football gaélique 2025
 (mars 2025).
- Si vous ne connaissez pas le sujet, laissez ce bandeau (vous pouvez alors contacter les auteurs).
- Si vous supprimez le contenu mis en cause (vous pouvez préalablement contacter les auteurs),

argumentez précisément cette suppression dans la page de discussion
(un manque de référence n'est pas un argument ; une recherche réelle de référence doit avoir été effectuée, être formellement documentée).
Navigation
Édition précédente Édition suivante
La saison 2025 du championnat de France de football gaélique est la dix-huitième édition. Elle démarre le 5 octobre 2024 pour les équipes jouant le Championnat de Bretagne, et le 8 février 2025 pour les équipes de la zone fédérale. Les finales se dérouleront à Brest le 14 juin 2025.

## Description
Il est d'abord scindé en deux compétitions distinctes, le championnat de Bretagne d'un côté et le championnat fédéral (reste de la France) de l'autre. Ainsi le championnat de France de football gaélique est composé de la façon suivante.
- le championnat fédéral regroupant les clubs français situés hors de Bretagne. Les 6 meilleures équipes jouent la Division 1, le reste joue la division 2. Chaque division est jouée sur 3 tournois.
- le championnat de Bretagne regroupant les clubs bretons. Les 8 meilleures équipes jouent la division 1, le reste joue la division 2.
- la Coupe de Bretagne envoie également son vainqueur en phase finale de Division 1 du Championnat de France, repêchant ainsi le troisième du championnat de Bretagne si celui-ci n'est pas le vainqueur de la Coupe.

La phase finale du championnat de France de football gaélique 2025 se déroulera à Brest le 14 juin 2025.

## Championnat fédéral

### Clubs participants
| \| Paris Toulouse Bordeaux Clermont Lyon Niort Lille Angers Antibes Strasbourg Le Mans Le Havre Mondeville \| Localisation des clubs engagés dans le championnat fédéral. |
| Paris Toulouse Bordeaux Clermont Lyon Niort Lille Angers Antibes Strasbourg Le Mans Le Havre Mondeville                                                                   |

#### Division 1
- Angers
- Bordeaux
- Clermont-Ferrand
- Lyon
- Paris
- Strasbourg

#### Division 2
- Bordeaux B
- Clermont-Ferrand B
- Le Havre
- Le Mans
- Lille
- Mondeville
- Niort
- Paris B
- Toulouse

Clubs dont des joueurs ont participé avec d'autres équipes
- Arthon avec Le Mans
- Poitiers avec Le Havre

Clubs éligibles n'ayant pas participé (au 16/02/2025)
- Azur (Antibes)
- Agen
- Grenoble
- Pau

## Championnat de Bretagne

### Division 1[1]
Les 8 équipes participant à la première division sont réparties en deux poules. Les deux équipes classées aux deux premières places de chaque poule se qualifient pour la poule haute (cup), les autres équipes joueront la poule basse (shield).

#### Phase 1

##### Poule A
- Lorient Gaelic Athletic Club
- Nantes Don Bosco Football Gaélique B
- Rennes Ar Gwazi Gouez A
- Gwened Vannes Football gaélique A

##### Poule B
- Entente gaélique de Haute-Bretagne (Liffré) A
- Nantes Don Bosco Football Gaélique A
- Rennes Ar Gwazi Gouez B
- Goélands Gaelics Saint-Coulomb

#### Phase 2

##### Poule Haute (Cup)
- Entente gaélique de Haute-Bretagne (Liffré) A
- Nantes Don Bosco Football Gaélique A
- Rennes Ar Gwazi Gouez A
- Gwened Vannes Football gaélique A

##### Poule Basse (Shield)
- Lorient Gaelic Athletic Club
- Nantes Don Bosco Football Gaélique B
- Rennes Ar Gwazi Gouez B
- Goélands Gaelics Saint-Coulomb

### Division 2[2]

#### Poule unique
- Gaelic Football Bro-Leon (Brest)
- Gwenrann Football Gaélique (Guérande)
- Entente gaélique de Haute-Bretagne (Liffré) B
- Lorient Gaelic Athletic Club B
- Kerne Football Gaélique (Quimper)
- Rostren Football Gaélique (Rostrenen)
- Gaelic Football Bro Sant Brieg (Saint-Brieuc)
- Rennes Ar Gwazi Gouez C
- Gwened Vannes Football gaélique A

Clubs éligibles n'ayant pas participé (au 16/02/2025)
- Plouër Football Gaélique (Plouër-sur-Rance)
- Football gaélique Pays de Redon (Redon)

## Championnat de France
Les finales du championnat de France auront lieu à Brest le 14 juin 2025.